# Guillermo Jacinto de Nassau-Siegen

Escudo de Guillermo Jacinto.

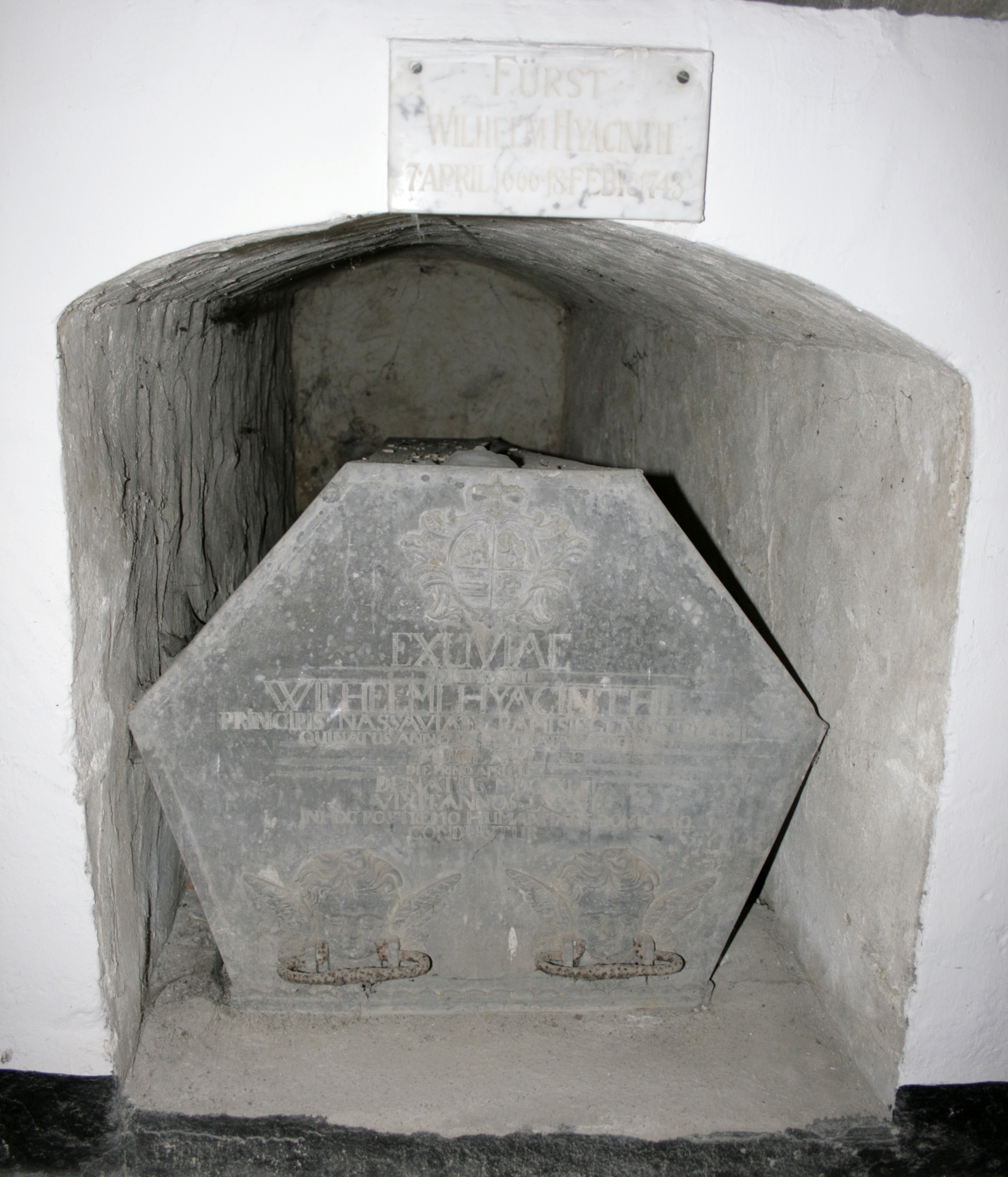
Ataúd de William Hyacinth en la cripta real de Hadamar.

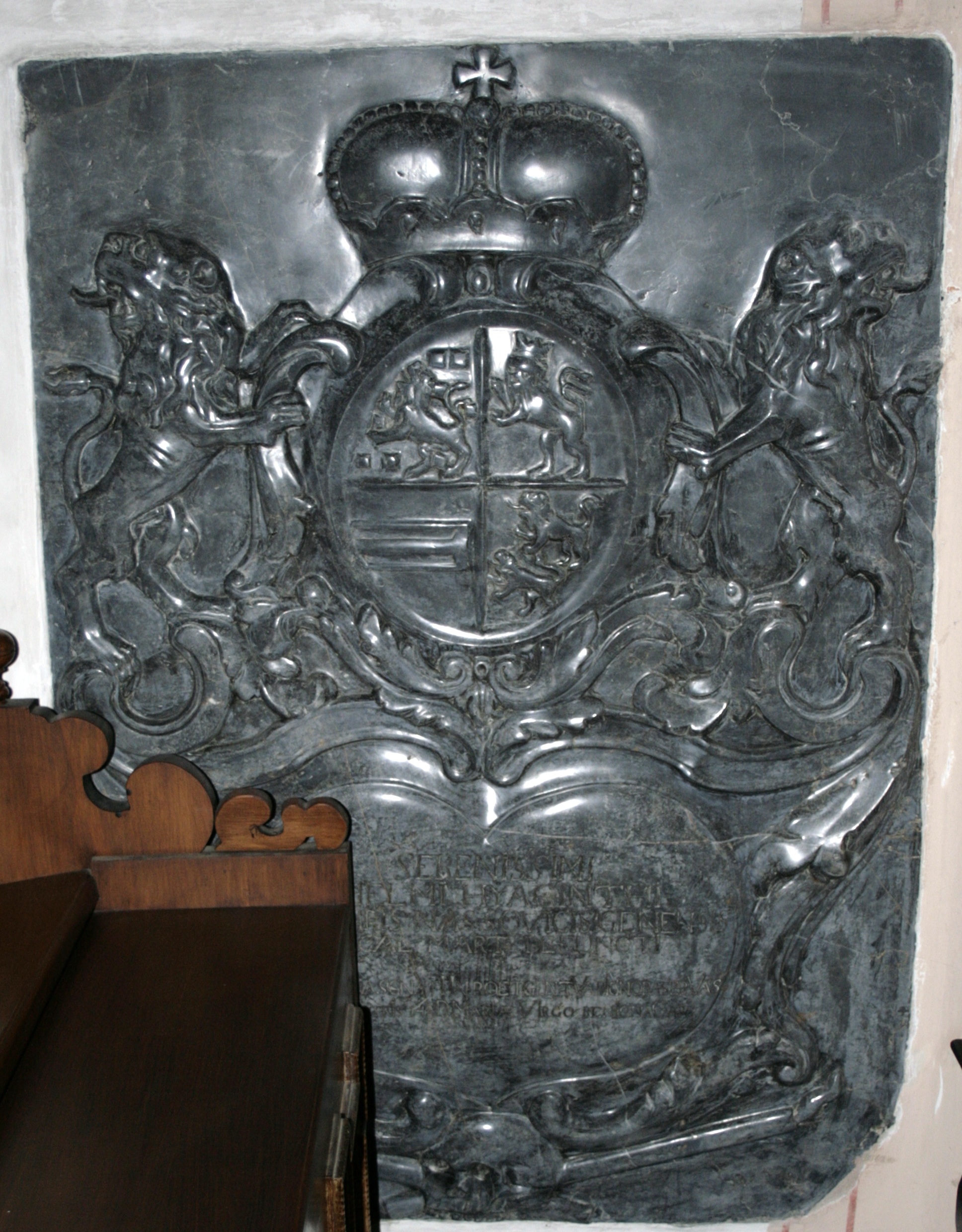
Epitafio del corazón de Guillermo Jacinto, en la Capilla Herzberg en Hadamar.

Guillermo Jacinto de Nassau-Siegen (Bruselas, 3 de abril de 1667-Hadamar, 18 de febrero de 1743), fue un Príncipe de Nassau-Siegen. También reclamó el Principado de Orange .

## Biografía
Guillermo Jacinto era hijo del príncipe Juan Francisco Desideratus de Nassau-Siegen y Leonor Sofía de Baden, su segunda esposa. En 1695, se instaló en Siegen. En el mismo año, la ciudad fue víctima de un gran incendio, que quemó 350 edificios, dos iglesias y el Tribunal de Nassau, la sede de la familia gobernante. Su padre comenzó a construir un nuevo castillo en Siegen como la nueva casa familiar en 1696.
Del 17 de diciembre de 1699 al 2 de marzo de 1707, Guillermo Jacinto fue el gobernante de Nassau-Siegen. Tenía la esperanza de heredar mucho más que el principado de su padre de Nassau-Siegen, ya que era uno de los parientes varones más cercanos del rey Guillermo III de Inglaterra, sin hijos, y, por lo tanto, un heredero potencial de las extensas tierras de Guillermo en Alemania y la República Holandesa. Sin embargo, Guillermo III dejó sus posesiones por testamento a Juan Guillermo Friso de Nassau-Dietz. Guillermo Jacinto más tarde usó el título de Príncipe de Orange en Brabante.
Ni siquiera heredó toda la riqueza de su padre. Su padre se había vuelto a casar con Isabella Clara du Puget de la Serre y había tenido siete hijos sobrevivientes con ella. En su testamento, le dejó un legado de 1100 tálero por año. Sus dos hijos cada uno recibió 500 tálero por año y sus cinco hijas 200 tálero cada uno. Guillermo desafió esta voluntad ante la Corte Suprema Imperial, sin embargo, perdió su caso en 1702.
En el mismo año, Guillermo III murió en Inglaterra. Guillermo Jacinto viajó a París para asegurar el apoyo de Francia con respecto a sus derechos de herencia. Otros demandantes fueron el rey Federico I de Prusia y Juan Guillermo Friso de Nassau-Dietz, quien fue designado como el único heredero en el testamento de Guillermo III.
El rey Luis XIV, sin embargo, mostró poco interés en apoyar a un príncipe protestante sin base de poder militar. Guillermo Jacinto luego viajó al principado de Orange y anunció allí que había tomado del principado. Luis XIV declaró que el Príncipe Enrique Julio de Condé era el heredero legítimo del principado de Orange y lo ocupó militarmente. Enrique Julio transfirió el principado a Francia. En el Tratado de Utrecht de 1713, las tierras del principado se adjudicaron definitivamente a Francia.
Su lujosa corte, con la que quería subrayar su reclamo de la herencia de Orange, sus viajes y regalos costaron mucho más de lo que sus ingresos del Ducado de Nassau-Siegen podían soportar.Guillermo Jacinto fue en consecuencia deuda con los banqueros De Rhön y Schönemann de Frankfurt, comprometiéndose de los pueblos Wilnsdorf y Wilgersdorf para 20 000 táleros. Aumentó los impuestos en todo el país a niveles intolerables. Otra fuente de ingresos fueron las multas excesivas, que dañaron más aún su reputación en su país.
Su temperamento y ambición rápidos eran temidos en su propia familia. Cuando su hermano (y sucesor) Federico Guillermo Adolfo expresó su descontento, Guillermo Jacinto dirigió las armas de su castillo al castillo de su hermano para demostrar su poder. Federico Guillermo Adolfo luego demandó a su hermano en la asamblea del Círculo de Westfalia. Cuando Guillermo Jacinto visitó la corte en Viena en 1705, para recaudar apoyo para su reclamo de herencia, Siegen fue ocupado por tropas de Nassau y Prusia. La gente se rebeló, saqueó y desarmó el castillo de Guillermo Jacinto.
El número de quejas sobre su conducta continuó aumentando. El 15 de julio de 1706, Siegen fue nuevamente ocupado, esta vez por tropas del condado del Palatinado-Neoburgo y Prusia, a petición del Consejo Áulico. El canciller de Guillermo Jacinto, de Colomba, que había desempeñado un papel importante en la tiranía de Guillermo Jacinto, fue arrestado y el 20 de diciembre de 1710 exiliado del Imperio alemán de por vida. Guillermo Jacinto mismo huyó a Hadamar, a su primo el Príncipe Francisco Alejandro.
Las revueltas contra su reino de terror continuaron. El 29 de marzo de 1707, Guillermo Jacinto hizo decapitar a Friedrich Flender von der Hardt, presunto líder de los insurgentes, sin ningún tipo de juicio. El emperador José I aprovechó esta ocasión para privar a Guillermo Jacinto de su principado. Fue administrado temporalmente por dos consejeros imperiales y luego pasó a Federico Guillermo Adolfo. En 1713, Francia retiró el título francés de Guillermo Jacinto de Conde de Chalon.
Guillermo Jacinto recibió una pensión anual de 4000 táleros. Los activos restantes se utilizaron para pagar las pensiones de su madrastra y sus hermanos, sus acreedores y una deuda de honor con la familia de Friedrich Flender. William Hyacinth se quejó al emperador y a la Dieta de Ratisbona, sin embargo, ninguna queja tuvo éxito.

### Matrimonios e hijos
Guillermo Jacinto se casó tres veces. Su primera esposa fue María Francisca de Fürstenberg -Heiligenberg, con quien se casó el 9 de abril de 1687 en Lieja. Ella murió el 7 de junio de 1691. Con ella tuvo tres hijos:
- José Jacinto (1688-1688).
- Francisco José (1689-1703).
- Una hija (1691-1692).

Su segunda esposa fue María Ana de Hohenlohe-Waldenburg-Schillingsfürst, con quien se casó el 22 de mayo de 1698 en Fráncfort. Con ella tuvo una hija:
- Ana María Josefa (1704-1723).

Solo su tercera esposa le sobrevivió. Ella era la condesa Sofía de Starhemberg, con quien se casó el 28 de julio de 1740 en Viena. En el momento de la boda, Guillermo Jacinto ya tenía 74 años y la novia 17 años. No hubo hijos de este matrimonio. Después de su muerte en 1743, Ella contrajo un segundo matrimonio en 1745, con Constantino, Landgrave de Hesse-Rotenburg, con quien tuvo hijos. Murió el 12 de diciembre de 1773.